# Micmac

Bandera de los Natuaqanek, parte de la comunidad Micmac.

Nación Micmac.

Los Micmacs.

Los micmac o mi'kmaq son una tribu de aborígenes algonquinos, también llamada Surike. Su nombre proviene de nikmag “aliado” o “amigo”.

## Localización
Antiguamente vivían en la bahía de Fundy, entre la desembocadura del río San Lorenzo y Cape Breton, en Terranova, Nuevo Brunswick, Nueva Escocia y la Isla del Príncipe Eduardo. Actualmente viven en 7 reservas de Nuevo Brunswick (Big Hole Trait, Red Bank, Tobique, Devon, Tahusintac, Richibuctou, Woodstock), tres de Nueva Escocia (Whycocomagh, Shubenacadie y Chapell Island), 4 del Quebec (Gaspé, Gesgapegiag, Pastigouche y Listugal), dos en Isla del Príncipe Eduardo (Lennox Island y Abegweit), una en Terranova (Conn River) y la Aroostook Band of Micmacs de Maine, reconocida por la BIA como tribu el 26 de noviembre de 1991.

## Demografía
Posiblemente eran unos 20 000 en 1500, pero habían bajado a 3000 en 1611 y a 3500 en 1760. Aumentaron a 4000 en 1880, y hacia 1970 ya eran 9350. Según Asher, en 1981 había 11 000 en Canadá, de los cuales 6000 hablaban su lengua, unos 2000 en Boston y entre 10 y 100 en Nueva York, pero las mismas fuentes daban 5500 a Nueva Escocia, 480 a la isla del Príncipe Eduardo y 4100 a Nuevo Brunswick. 
En las provincias atlánticas había en 1981 unos 12 138 micmacs, de los cuales en 1990 vivían 6305 en Nueva Escocia, 4100 en Nuevo Brunswick y 500 en Isla del Príncipe Eduardo (4 % de la población); en 1992 eran 4068 en Quebec, además posiblemente unos 2000 en Boston, unos cuantos en Nueva York y no se conoce el número en Maine, con lo que se totaliza un número probable de 20 000 individuos.
Según datos de los censos de los Estados Unidos y Canadá de 2000, en EE. UU. había 2913 puros, 254 mezclados con otras tribus, 3199 mezclados con otras razas y 356 mezclados con otras razas y otras tribus, en total 6722 individuos; en Canadá había registrados 11 368 en Nueva Escocia, 566 en Isla del Príncipe Eduardo, {{unidad|6.891 en Nuevo Brunswick, 2392 en Terranova y 4806 en Quebec. En total sumaban 26 002 en Canadá y el número total en ambos países era de 32 724 micmacs.
| Comunidad                     | Provincia | Reserva                       | Población | Nombre Micmac     |
| ----------------------------- | --------- | ----------------------------- | --------- | ----------------- |
| Abegweit First Nation         | PE        | Scotchfort Rocky Point Morell | 545       | Epekwitk          |
| Acadia                        | NS        | Yarmouth                      | 1.000     | Malikiaq          |
| Annapolis Valley              | NS        | Cambridge Station             | 220       | Kampalijek        |
| Aroostook Band of Micmac      | ME        | Isla Presque                  | 1.155     | Ulustuk           |
| Bear River First Nation       | NS        | Bear River                    | 272       | L’setkuk          |
| Buctouche First Nation        | NB        | Buctouche                     | 80        | Puktusk           |
| Burnt Church First Nation     | NB        | Burnt Church 14               | 1.499     | Eskinuopitijk     |
| Chapel Island First Nation    | NS        | Isla Chapel                   | 577       | Potlotek          |
| Eel Ground First Nation       | NB        | Eel Ground                    | 846       | Natuaqanek        |
| Eel River Bar First Nation    | NB        | Eel River Bar                 | 591       | Oqpíkanjik        |
| Elsipogtog First Nation       | NB        | Big Cove                      | 2 734     | Lsipuktuk         |
| Eskasoni First Nation         | NS        | Eskasoni                      | 3 632     | Eskisoqnik        |
| Fort Folly First Nation       | NB        | Dorchester                    | 106       | Amlamkuk Kwesawék |
| Micmacs of Gesgapegiag        | QC        | Maria                         | 1 174     | Keskapekiaq       |
| Nation Micmac de Gespeg       | QC        | Fontenelle                    | 495       | Kespék            |
| Glooscap First Nation         | NS        | Hantsport                     | ?         | Pesikitk          |
| Indian Island First Nation    | NB        | Isla Indian                   | 145       | L’nui Menikuk     |
| Lennox Island First Nation    | PE        | Isla Lennox                   | 800       | L’nui Mnikuk      |
| Listuguj Mi'gmaq First Nation | QC        | Listiguj                      | 3 166     | Listikujk         |
| Membertou First Nation        | NS        | Sydney                        | 1 070     | Maupeltuk         |
| Metepenagiag Mi’kmaq Nation   | NB        | Red Bank                      | 528       | Metepnákiaq       |
| Miawpukek First Nation        | NF        | Conne River                   | 2 392     | Miawpukwek        |
| Millbrook First Nation        | NS        | Truro                         | 1000      | Wékopekwitk       |
| Pabineau First Nation         | NB        | Pabineau                      | 214       | Kékwapskuk        |
| Paq’tnkek First Nation        | NS        | Afton                         | 489       | Paqtnkek          |
| Pictou Landing First Nation   | NS        | Trenton                       | 547       | Puksaqtéknékatik  |
| Indian Brook First Nation     | NS        | Shubenacadie                  | 2 125     | Sipekníkatik      |
| Wagmatcook First Nation       | NS        | Wagmatcook                    | 623       | Waqmitkuk         |
| Waycobah First Nation         | NS        | Whycocomagh                   | 814       | Wékoqmáq          |

## Costumbres
Formaban una confederación de muchos clanes, cada uno de ellos con sus propios símbolos, y cada cual con su propio caudillo o Sagamore, que practicaba la poligamia y vivía en Umamag, pero el liderazgo no era muy fuerte y sólo se reunían para discutir la paz o la guerra. Pero aunque se dividían en bandas dispersas, tenían una fuerte y sólida identidad étnica.
No había entre ellos clases sociales hereditarias ni esclavitud. Los prisioneros masculinos eran torturados hasta la muerte, y las mujeres y niños adoptados y asimilados por la tribu. Eran nómadas, cazaban focas, gamos y caribúes, pescaban y recogían marisco.
Su ciclo anual comprendía en el invierno asentamientos difusos, donde vivían en wigwams cónicos de pieles y corteza, y se dedicaban a la caza de castores, nutrias, gamos, osos y caribúes; en la primavera pescaban arenque y salmón y cazaban pájaros; usaban asentamientos compactos en el verano, con wigwams oblongos abiertos al aire, y se dedicaban al cultivo del tabaco. Los hombres llevaban calzones, y las mujeres unas camisetas de piel, pero en invierno se cubrían con grandes pieles. También eran buenos manejando las canoas.
Se sabe poco de sus rituales religiosos. Creían en Manitu, como el resto de tribus algonquinas, y en Gluskap, guerrero legendario. Hoy en día, aunque son oficialmente católicos, todavía creen en la Keskamizet (suerte) y en los poderes sobrenaturales.

## Historia
En el siglo XVI estaban establecidos en la bahía de Fundy, y eran feroces guerreros. Se cree que hacia el año 1000 fueron visitados por Leif Eriksson o algún otro jefe de los vikingos, y que eran los skraelingar de las sagas vikingas. Parece ser que contactaron muy violentamente con ellos.
En 1497 fueron visitados por el italiano al servicio de Inglaterra John Cabot, quien secuestró a algunos micmac y los llevó a Inglaterra, y en 1501 por el portugués Gaspar Corte Real. Entre 1500 y 1585 tuvieron relaciones comerciales con balleneros vascos, fruto de las cuales surgió el pidgin algonquino vasco. Más tarde fueron difusores de este pidgin quedando rasgos en otras lenguas y en la toponimia al hacer de guías para otros europeos. Recibieron muy bien a los franceses Jacques Cartier en 1534 y Samuel de Champlain en 1603, del cual fueron aliados en la colonización de Acadia. Así se dedicaron al comercio y se mestizaron con los franceses.
Fueron convertidos al cristianismo por los jesuitas franceses tras la visita del p. Biard en 1616, y se aliaron con ellos para exterminar a los beothuk de Terranova.
El misionero Silas T. Rand recogió sus tradiciones. Desde la pérdida de Acadia por los franceses en 1713 se hicieron hostiles a los ingleses, contra los que lucharon encarnizadamente. Hacia 1763, gracias al Tratado de París con los franceses, dejaron de ser hostiles a los británicos y a sus aliados iroqueses, aunque no fueron pacificados hasta 1779, y confinados en reservas. Desde 1800 el alcoholismo les hizo decaer, y se dedicaron a la agricultura, y recibieron aún más misioneros. También se hicieron tramperos sedentarios. En Nueva Escocia se dedicaban a la carpintería y trabajaban en las papeleras.
Entre 1900 y 1914 recibieron escuelas católicas y médicos, y desde 1930 su natalidad se incrementó. Durante esa época su líder Gabriel Sylliboy (1874–1964) firma un tratado con el gobierno sobre la caza y la pesca.
En 1950 la criminalidad entre ellos era la más alta de Canadá. Comenzaron la lucha por la autodeterminación en las reservas, y el índice de paro era muy elevada. Desde la década de 1950 forman un subproletariado en las ciudades canadienses, muy mezclados con los blancos. En 1960 fundaron la Union of Nova Scotia Indians para defender sus derechos.
El 26 de noviembre de 1991 la BIA en Estados Unidos reconoció como tribu a la banda de Aroostook.

## Micmac conocidos
- Anna Mae Aquash
- Donald Marshall Jr.

## Ficción
Los nativos Micmac son mencionados en la novela Pet Sematary del autor Stephen King.
Además, aparecen en la serie de HBO "Vikings" (temporada 6, capítulo 18).
También se desarrolla un pequeño arco narrativo acerca de su vida, costumbres y colonialismo en algunos capítulos de la temporada 3 de la serie de Netflix "Anne with an E".
En la serie "The Sinner", capítulo 6, temporada 4, son nombrados los Wabanaki (confederación a la cual pertenecen los Micmac), a raíz de la temática de extracción de langostas.